# کلسینوزیس کوتیس

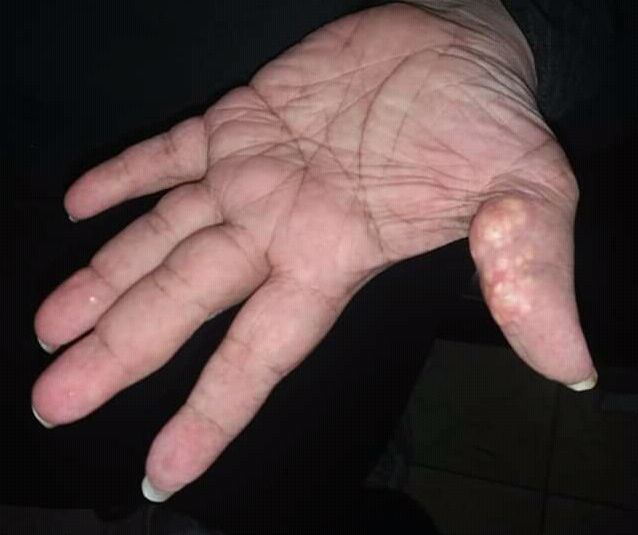

کلسینوزیس کوتیس نوعی کلسینوزیس است که در آن رسوبات کلسیم در پوست ایجاد می‌شود. عوامل مختلفی می‌تواند منجر به این وضعیت شود. شایع‌ترین آن کلسیفیکاسیون دیستروفیک است که در بافت نرم در واکنش به آسیب‌دیدگی رخ می‌دهد. علاوه بر این، کلسینوزیس در اسکلروز سیستمیک پوستی نیز دیده می‌شود که به سندرم CREST نیز شناخته می‌شود ("C" در CREST). در سگ‌ها، کلسینوزیس کوتیس در سگ‌های جوان و نژادهای بزرگ دیده می‌شود و تصور می‌شود که پس از یک آسیب ناشی از ضربه رخ می‌دهد.

## علل
کلسینوزیس ممکن است به دلایل مختلفی ایجاد شود از جمله:
- ضربه خوردن به ناحیه
- التهاب (گزیدگی حشرات، آکنه)
- رگهای واریسی
- عفونت‌
- تومور)بدخیم یا خوش خیم)
- بیماری‌های بافت همبند
- هیپرکلسمی
- هیپر فسفاتمی

کلسینوزیس کوتیس با اسکلروز سیستمیک همراه است.

## تشخیص

### انواع
کلسینوزیس کوتیس را می‌توان به انواع زیر تقسیم کرد: 
- دیستروفیک کلسینوزیس کوتیس
- کلسینوزیس متاستاتیک کوتیس
- کوتیس کلسینوزیس ایاتروژنیک
- کلسینوزیس کوتیس تروماتیک
- کوتیس کلسینوزیس ایدیوپاتیک
- کلسینوزیس اسکروتوم ایدیوپاتیک
- ندول کلسیفیه زیر اپیدرم
- کلسینوزیس تومور
- استئوما کوتیس

## درمان
تزریق کورتیکواستروئید داخل ضایعه ممکن است مفید باشند. دیده شده است که کلشیسین بر روی بعضی بیماران مؤثر است. اثربخشی سایر درمان‌ها، مانند آنتی‌اسیدهای منیزیم یا آلومینیوم، اتیدرونات سدیم، دی فسفونات‌ها و دیلتیازم هنوز مشخص نیست، اما گزارش شده است که آنها در کلسینوزیس مقاوم به درمان، قابل استفاده هستند. ممکن است گزینه‌های جراحی نیز در نظر گرفته شود، به خصوص اگر زخمی همراه آن وجود داشته باشد.

## گالری

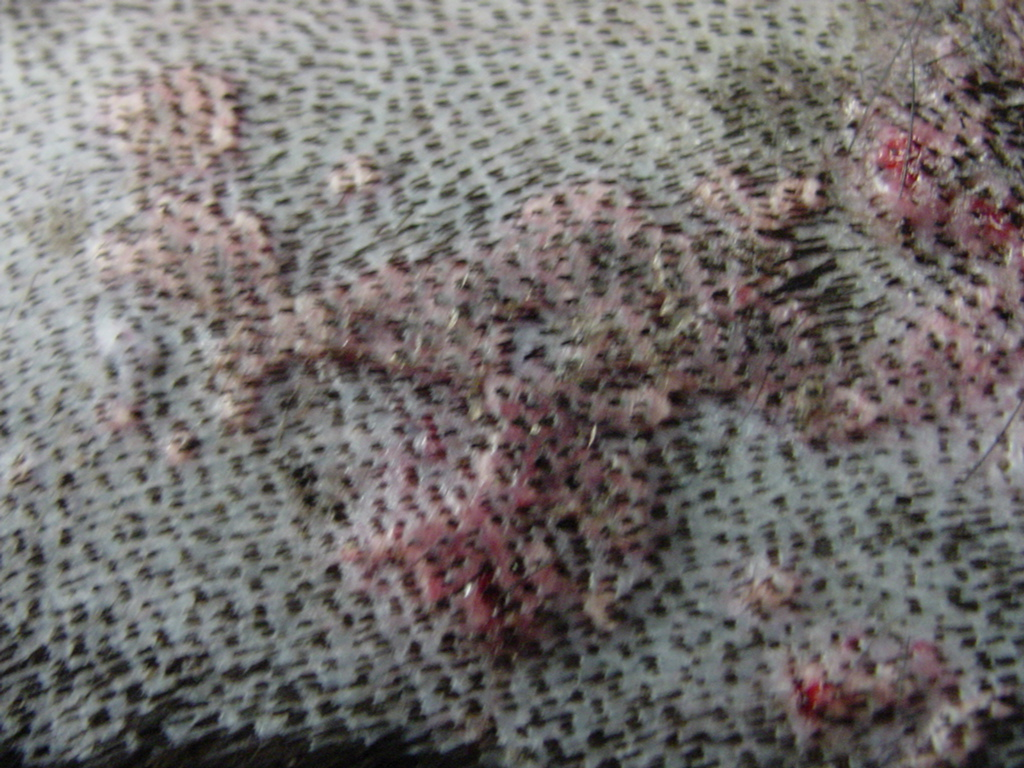
کلسینوز کوتیس در سگ مبتلا به سندرم کوشینگ
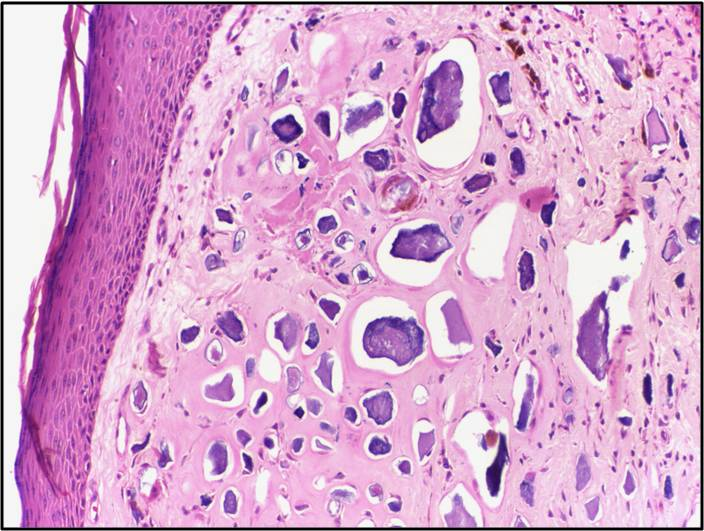
کلسینوز کوتیس در بافت انسان

## همچنین ببینید
- کلسینوزیس
- لیست شرایط پوستی